# بن جونسون (منافس ألعاب قوى كندي)
بين جونسون (بالإنجليزية: Ben Johnson) (و. 1961  م) هو منافس ألعاب قوى، وعداء سريع، من كندا، ولد في أبرشية تريلاوني، شارك في الألعاب الأولمبية الصيفية 1992، والألعاب الأولمبية الصيفية 1988، والألعاب الأولمبية الصيفية 1984.

## جوائز
حصل على جوائز منها:
- نيشان كندا من رتبة عضو
- وسام أونتاريو.

## روابط خارجية
- بين جونسون على موقع IMDb (الإنجليزية)
- بين جونسون على موقع الموسوعة البريطانية (الإنجليزية)
- بين جونسون على موقع إن إن دي بي (الإنجليزية)
- بين جونسون على موقع قاعدة بيانات الفيلم (الإنجليزية)
- بين جونسون على موقع الاتحاد الدولي لألعاب القوى (الإنجليزية)
- بين جونسون على موقع اللجنة الأولمبية الدولية (الإنجليزية)
- بين جونسون على موقع أوليمبيديا (الإنجليزية)
- بين جونسون على موقع اللجنة الأولمبية الكندية (الإنجليزية)
- بين جونسون على موقع اتحاد ألعاب الكومنولث (مؤرشف) (الإنجليزية)